# Berlevåg
Berlevåg – norweska gmina leżąca w okręgu Finnmark w Norwegii. Siedzibą jest wieś Berlevåg.

## Położenie
Berlevåg jest położone na północnym końcu półwyspu Varanger, nad Morzem Barentsa. Powierzchnia gminy wynosi 1121,79 km², z czego 1 082,78 km² stanowi ląd, a 39,01 km² woda. Pod względem powierzchni zajmuje 100. miejsce wśród gmin Norwegii.

## Demografia
Według danych z roku 2005 gminę zamieszkuje 1133 osób, gęstość zaludnienia wynosi 1,01 os./km². Pod względem zaludnienia Berlevåg zajmuje 396. miejsce wśród norweskich gmin.
| ludność stan na 1 stycznia 2005 |         |           |       |
|                                 | kobiety | mężczyźni | razem |
| osób                            | 562     | 571       | 1133  |
| %                               | 49,6%   | 50,4%     | 100%  |

| wykształcenie stan na 1 października 2004 |        |         |        |        |
|                                           | podst. | średnie | wyższe | niezn. |
| osób                                      | 339    | 453     | 100    | 23     |
| %                                         | 37,05% | 49,51%  | 10,93% | 2,51%  |

## Edukacja
Według danych z 1 października 2004:
- liczba szkół podstawowych (norw. grunnskolar): 1
- liczba uczniów szkół podst.: 142

## Władze gminy
Według danych na rok 2011 administratorem gminy (norw. rådmann) jest Bjørn Ove Persgård, natomiast burmistrzem (norw. ordfører, d. borgermester) jest Janne Beathe Andreassen.